# D.C. 〜ダ・カーポ〜 初音島放送局
D.C. 〜ダ・カーポ〜 初音島放送局（ダ・カーポ はつねじまほうそうきょく）は、「ゴクラク!もえもえステーション」内で放送されていた、テレビアニメ『D.C. 〜ダ・カーポ〜』の関連ラジオ番組（アニラジ）である。
放送開始当初はアニメの各キャラクターが週代わりで登場し、TVアニメとリンクする内容だった。アニメ終了後の2004年1月からは、朝倉音夢役の野川さくらと朝倉純一役の泰勇気によるリスナーからの恋愛相談番組となった。さらに同年5月、泰は芳乃さくら役の田村ゆかりに交代している。
2005年4月改編では、ゴクラク!もえもえステーション枠が大幅縮小された中、既存番組では唯一残り、この枠の生き字引ともいえる存在になっていたが、同年7月の改編にて終了した（同時に放送枠自体も消滅）。

## 概要
- 放送期間: 2003年10月4日〜2005年6月25日
- 放送局: ラジオ大阪・TBSラジオ

### スタッフ
- プロデュース／伊藤善之
- ラジオディレクター／小林順
- ラジオ構成／花崎圭司

## 放送時間
（2005年4月現在）
- ラジオ大阪　土曜・24:00〜24:15
- TBSラジオ　土曜・25:00〜25:15